# ESMTP
Il protocollo ESMTP (Extended Simple Mail Transfer Protocol) è un'estensione del protocollo standard per la trasmissione di email SMTP.
Poiché gli utenti hanno iniziato a voler allegare ai messaggi vari tipi di file, è cresciuta la necessità di funzionalità aggiuntive che ha portato alla RFC 1869, l'Extended Simple Mail Transfer Protocol. ESMTP fornisce a un client e-mail la capacità di richiedere ad un server e-mail il tipo di funzionalità supportate e si mette di conseguenza in comunicazione. Attualmente, la maggior parte dei client e dei server e-mail supporta ESMTP.